# Salztonebene

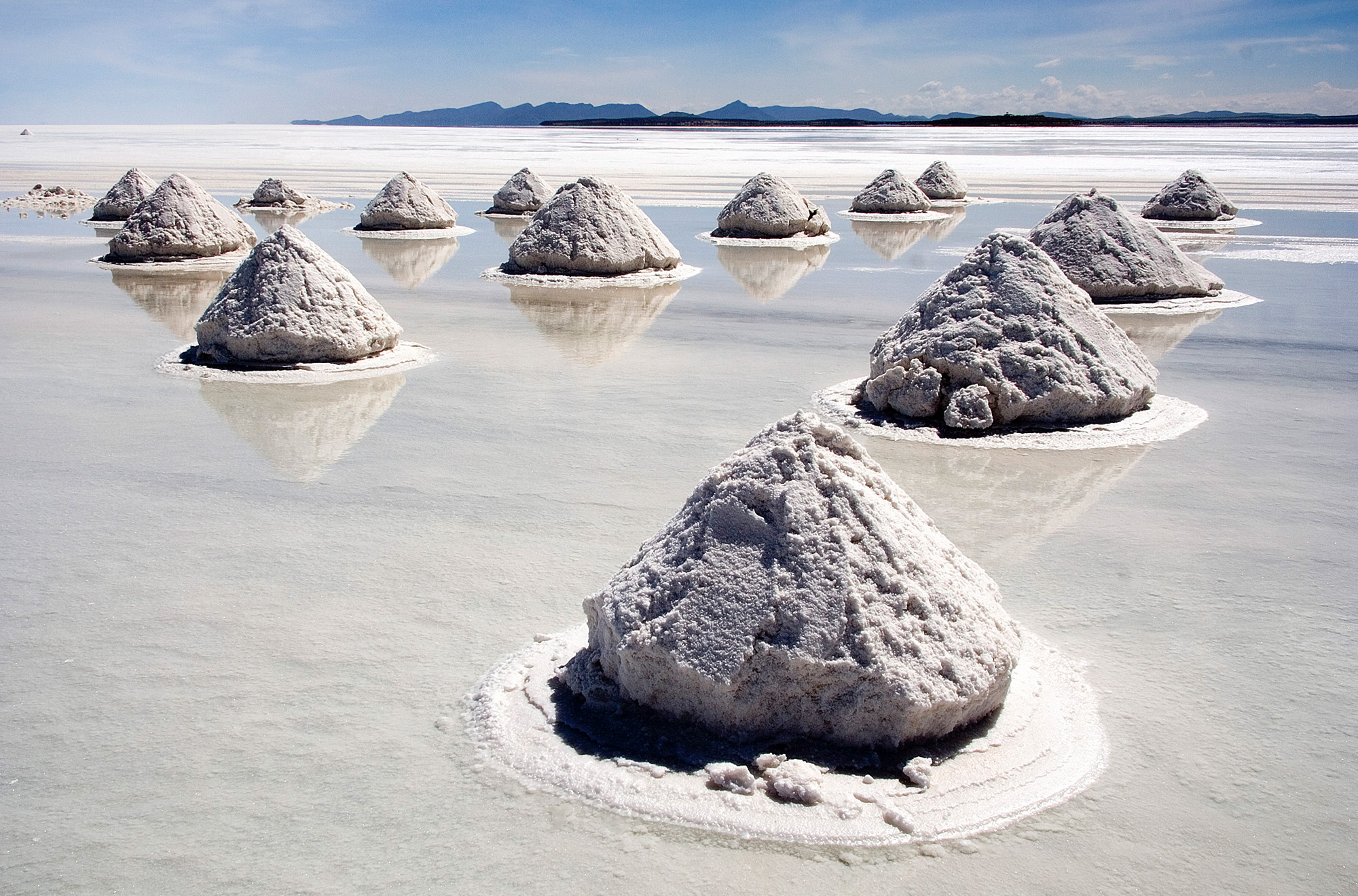
Salzgewinnung im Salar de Uyuni, Bolivien

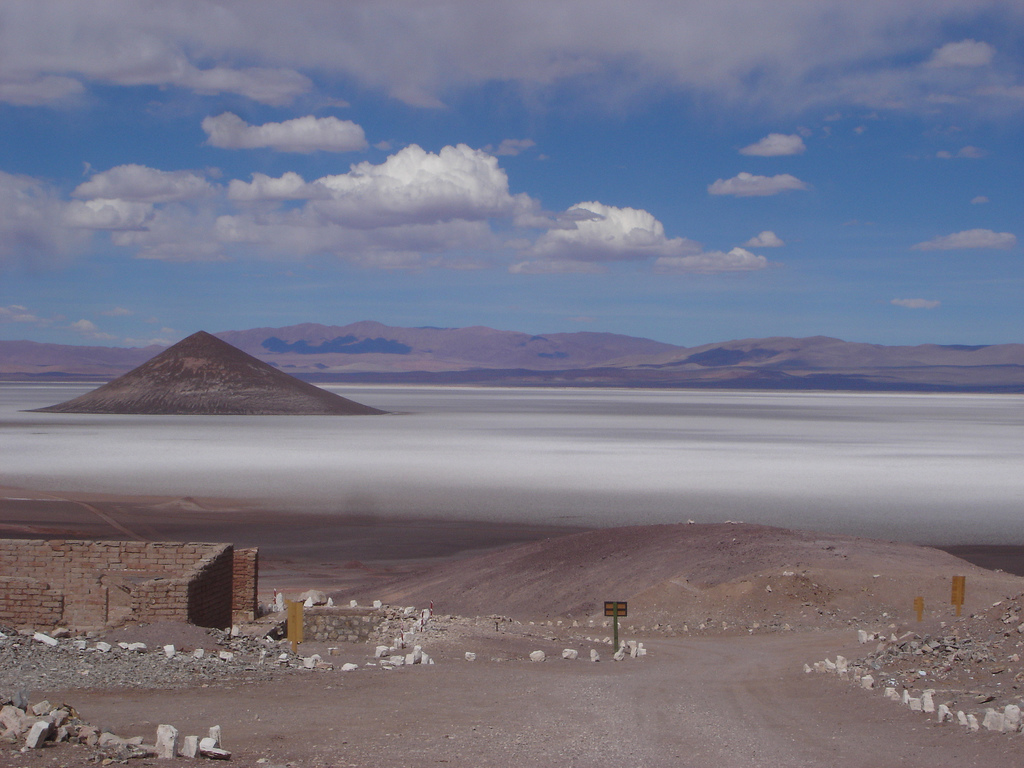
Cono de Arita im Salar de Arizaro, Salta (Argentinien)

Salztonebene, auch Salzpfanne oder Salzwüste, geologischer Fachbegriff Playa, ist ein Ablagerungsgebiet trockenfallender Salzseen.
Eine Salztonebene ist ein Sedimentationsgebiet eines intermittierenden Gewässers. Es bildet sich im Inneren weiter endorheischer Becken in semiariden Gebieten, ist jedoch im Gegensatz zu Sabchas von Hochgebieten umgeben.

## Begriffsklärung
Manche Autoren beziehen im Begriff Playa die Inlandsabchas mit ein, der Begriff Sabcha wird auf die Küstensabchas beschränkt. Ob umgeben von Hochgebieten oder nicht, spielt dann keine Rolle.
Je nach Region und Kulturen haben Salztonebenen unterschiedliche Namen:
- in Utah (USA): Salt Flats, Salt Lake Desert
- in Mexiko: Playa
- in Südamerika: Salar (von el salar span. die Salzstelle[1]) oder Salina
- in Turkmenistan: Takyr
- in Innerasien: Schala oder Bajir
- im Iran: Kawir oder Kewir
- im Südlichen Afrika: Vlei oder englisch Pan (für Pfanne)
- in Nordafrika: Schott (von  arabisch شط, DMG šaṭṭ ‚Küste/Ufer/Düne‘, aus šṭṭ „überschreiten, abweichen“) oder Sebcha

## Hydrologie und Bildung
Von periodischen oder episodischen Zuflüssen wird feinstes Material eingeschwemmt, das beim Verdunsten des Wassers als salzreicher Ton zurückbleibt, sogenannter Salzton. Die jeweils nur geringen Ablagerungen addieren sich im Laufe der Zeit als Evaporit zu mächtigen Schichtpaketen. Bei späterer Überdeckung mit anderem Sedimentgestein kann sich ein Salzstock bilden.
Zur Regenzeit sind die Salztonebenen mit flachen Salzseen bedeckt. Während der Trockenzeit bilden sich auf den ebenen Flächen Trockenrisse.

## Die Salztonebenen der Erde
| Name                     | Land      | Größe km2 |
| ------------------------ | --------- | --------- |
| Salar de Uyuni           | Bolivien  | 10.582    |
| Große Salzwüste          | Utah, USA | 10.360    |
| Makgadikgadi-Salzpfannen | Botswana  | 8400      |
| Chott el Djerid          | Tunesien  | 7700      |
| Etosha-Pfanne            | Namibia   | 4760      |

Beispiele für Salztonebenen sind neben Teilbereichen der Etosha-Pfanne und den Makgadikgadi-Salzpfannen in Afrika etwa die nordafrikanischen Schotts oder das Salar de Uyuni in Bolivien. In den Vereinigten Staaten sind die Salt Flats in Utah oder Black Rock Desert in Nevada bekannte Beispiele für Salztonebenen. Ihre großen, flächigen Ausdehnungen mit hochgradiger Ebenheit machte sie zum Austragungsort für Geschwindigkeitsrekordfahrten.